# Monochamus scutellatus
Monochamus scutellatus es una especie de escarabajo longicornio del género Monochamus, familia Cerambycidae. Fue descrita científicamente por Say en 1824.
Esta especie se encuentra en Canadá y los Estados Unidos.